# ミュージックファイルシリーズ
ミュージックファイルシリーズは、テレビドラマや映画のサウンドトラックを収録したCD作品のシリーズ。

## 概要
1992年にバップから発売された伝説のアクションドラマ音楽全集を皮切りに始まったCDシリーズ。当時、同社の社員プロデューサーだった高島幹雄が企画・制作を担当した。主に、BGM（背景音楽、劇伴）を主体としたサウンドトラック盤が過去に1度も発売されていない（またはCD化されていない）ものを発掘し、リリース。後に、コンピレーション盤や新規録音楽曲のリリースなどにも発展した。
しかし、2002年秋に高島がバップを退社しフリーランスに転向。それに伴いバップでのミュージックファイルシリーズは終了し2003年からコロムビアミュージックエンタテインメントにてミュージックファイルシリーズ/ルパン三世クロニクルを皮切りに、シリーズを再開。しかし、ルパン三世以外は、コンピレーション盤（ミュージックファイルシリーズ/MFコンピレーション）がほとんどで、『Gメン'75』『プリンプリン物語』以外は単独作品のサントラ発掘は無く、そのまま2004年の夏頃にコロムビアからミュージックファイルシリーズを冠するCDのリリースは無くなった。
その後、ポニーキャニオンから『ゲゲゲの鬼太郎』、テイチクから『西部警察』のサウンドトラックが高島幹雄企画・制作のミュージックファイルというタイトルでリリース（いずれも2006年発売）。
現在はウルトラ・ヴァイヴでミュージックファイルシリーズがリリースされている。